# نيكيد آيز
نيكيد آيز (بالإنجليزية: Naked Eyes)‏، وتعني العيون المجردة، هو فريق موجة جديدة بريطاني برز في أوائل الثمانينيات. كان للفريق أربعة من أفضل 40 أغنية فردية في الولايات المتحدة. كانت أول الأغاني الناجحة للفريق "دائمًا شيء ما لتذكرني Always Something There to Remind Me" وهي نسخة الفريق للأغنية الأصلية بصوت بيرت باشاراش / هال ديفيد. حقق الفريق نجاحات لاحقة مع أكثر من مؤلفاتهم الخاصة مثل: "وعود، وعود Promises, Promises"، "عندما تنطفئ الأضواء When the Lights Go Out"، و "(ماذا) باسم الحب "What) In the Name of Love)".

## البومات الفريق
الجسور المحترقة (1983) المركز 32 بالولايات المتحدة Burning Bridges
وقود النار (1984) المركز 83 بالولايات المتحدة Fuel for the Fire
التحسس مع الأغلفة (2007) Fumbling with the Covers
تنكر إلى الحد (2021) Disguise the Limit

## وصلات خارجية
- نيكيد آيز على موقع ميوزك برينز (الإنجليزية)
- نيكيد آيز على موقع أول ميوزيك (الإنجليزية)
- نيكيد آيز على موقع ديسكوغز (الإنجليزية)
- نيكيد آيز